# Christoph Friedrich Berend von Borcke

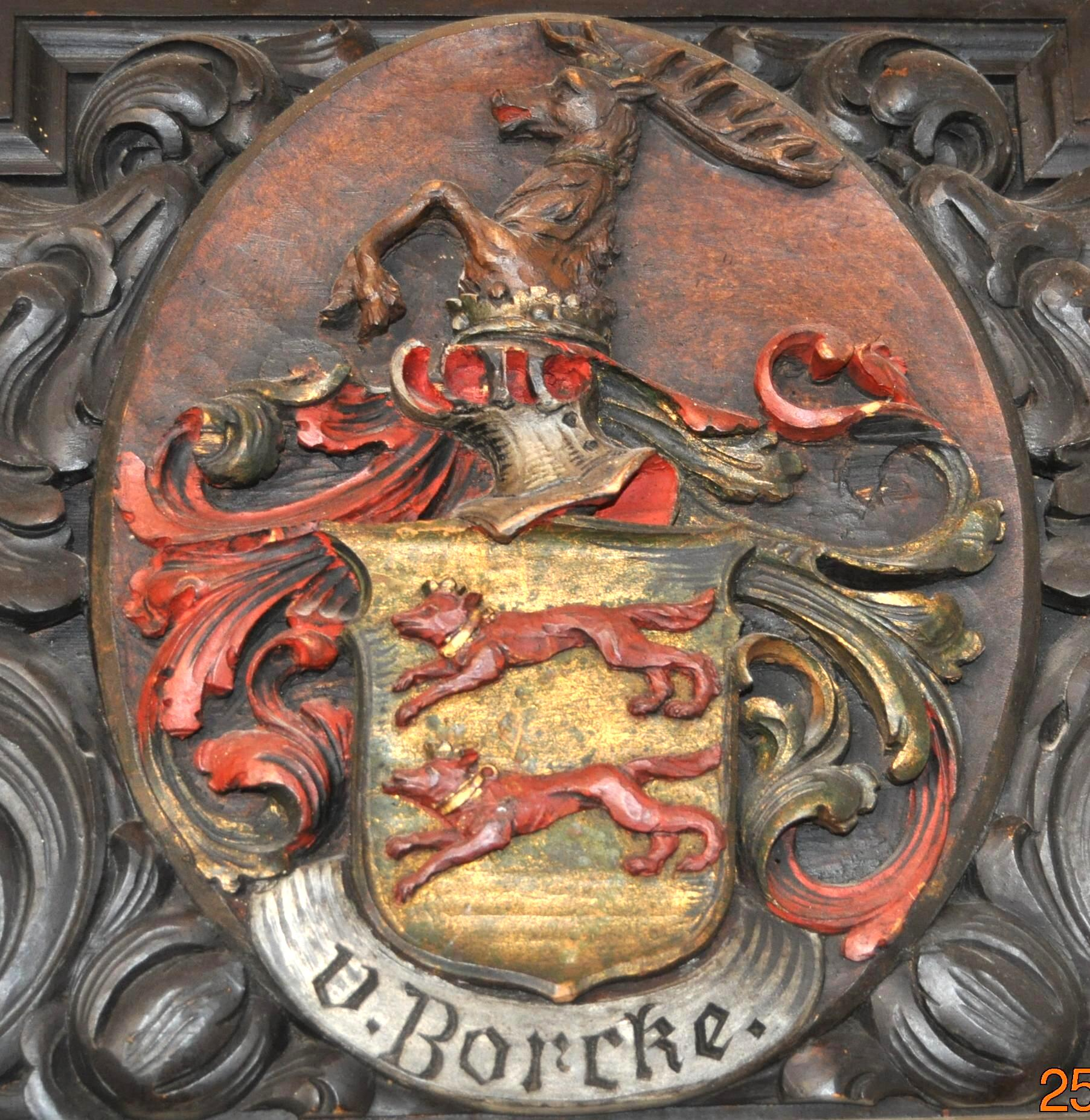
Herb rodowy

Christoph Friedrich Berend von Borcke, także von Borck (ur. 11 stycznia 1689, zm. 22 lipca 1770 w Wangerin) — pruski starosta (Landrat), który od około 1722 aż do śmierci kierował powiatem Borcków na Pomorzu Zachodnim.

## Rodzina
Christoph pochodził ze szlacheckiego, pomorskiego rodu von Borcke. Jego ojciec Döring Joachim von Borcke (1661-1704) był spadkobiercą Węgorzyna i innych dóbr. Jego matką była Barbara Margaretha z domu von der Goltz. Christoph Friedrich Berend von Borcke był żonaty, jego żoną została w 1720 Sophie Margarethe von Borcke. Po jego śmierci majątek odziedziczył jego syn, asesor rządowy Friedrich Wilhelm von Borcke (1724-1804).

## Kariera
Od 1710 studiował na Uniwersytecie w Halle. Następnie przejął zarządzanie swoim odziedziczonym po ojcu majątkiem: Węgorzyno (a), Połchowo (b), udział w Wiewiecku (a), Borkowie Wielkiem (a) i Małym. 
Około 1722 został starostą powiatu Borcków, który później przekształcono w powiat Regenwalde, a następnie w powiat łobeski. W 1723 roku odkupił dla siebie dalsze lenna, które trafiły do właściciela spoza rodziny: Klepnicę (c), Łobez (d) z Nieveke, kolejny udział w Wiewiecku (a), Poradz (c), Bełczna (b), Przyborze (a) i Prusinowo (a)
Pełnił urząd starosty aż do śmierci w 1770
Jego następcą został Wilhelm Friedrich Leopold von Borcke.